# Dubai Tennis Championships 2014 - Qualificazioni singolare maschile
Le qualificazioni del singolare maschile del Dubai Tennis Championships 2014 sono state un torneo di tennis preliminare per accedere alla fase finale della manifestazione. I vincitori dell'ultimo turno sono entrati di diritto nel tabellone principale. In caso di ritiro di uno o più giocatori aventi diritto a questi sono subentrati i lucky loser, ossia i giocatori che hanno perso nell'ultimo turno ma che avevano una classifica più alta rispetto agli altri partecipanti che avevano comunque perso nel turno finale.

## Teste di serie
1. Jesse Huta Galung (ultimo turno)
2. Lukáš Lacko (qualificato)
3. Peter Gojowczyk (primo turno)
4. Blaž Kavčič (ritirato)

1. Adrian Ungur (qualificato)
2. Michael Berrer (primo turno)
3. Andrej Kuznecov (ultimo turno)
4. Thiemo de Bakker (qualificato)

## Qualificati
1. Marius Copil
2. Lukáš Lacko

1. Thiemo de Bakker
2. Adrian Ungur

## Tabellone qualificazioni

### Legenda
| - Q = Qualificato - WC = Wild card - LL = Lucky loser | - ALT = Alternate - SE = Special Exempt - PR = Protected Ranking | - w/o = Walkover - r = Ritirato - d = Squalificato |

### 1ª sezione
|  | Primo turno | Primo turno       | Primo turno       | Primo turno | Primo turno |  |  | Ultimo turno | Ultimo turno      | Ultimo turno      | Ultimo turno | Ultimo turno |  |
|  |             |                   |                   |             |             |  |  |              |                   |                   |              |              |  |
|  | 1           | Jesse Huta Galung | Jesse Huta Galung | 6           | 6           |  |  |              |                   |                   |              |              |  |
|  | WC          | Serhij Bubka      | Serhij Bubka      | 4           | 0           |  |  | 1            | Jesse Huta Galung | Jesse Huta Galung | 6(0)         | 5            |  |
|  |             | Marius Copil      | 63                | 6           | 6           |  |  |              | Marius Copil      | Marius Copil      | 7            | 7            |  |
|  | 6           | Michael Berrer    | 7                 | 4           | 4           |  |  |              |                   |                   |              |              |  |

### 2ª sezione
|  | Primo turno | Primo turno              | Primo turno     | Primo turno | Primo turno |  |  | Ultimo turno | Ultimo turno    | Ultimo turno    | Ultimo turno | Ultimo turno |  |
|  |             |                          |                 |             |             |  |  |              |                 |                 |              |              |  |
|  | 2           | Lukáš Lacko              | 6               | 3           | 6           |  |  |              |                 |                 |              |              |  |
|  |             | Adrián Menéndez Maceiras | 4               | 6           | 3           |  |  | 2            | Lukáš Lacko     | Lukáš Lacko     | 6            | 6            |  |
|  | WC          | Omar Awadhy              | Omar Awadhy     | 0           | 1           |  |  | 7            | Andrej Kuznecov | Andrej Kuznecov | 2            | 2            |  |
|  | 7           | Andrej Kuznecov          | Andrej Kuznecov | 6           | 6           |  |  |              |                 |                 |              |              |  |

### 3ª sezione
|  | Primo turno | Primo turno        | Primo turno        | Primo turno | Primo turno |  |  | Ultimo turno | Ultimo turno      | Ultimo turno      | Ultimo turno | Ultimo turno |  |
|  |             |                    |                    |             |             |  |  |              |                   |                   |              |              |  |
|  | 3           | Peter Gojowczyk    | Peter Gojowczyk    | 3           | 3           |  |  |              |                   |                   |              |              |  |
|  |             | Marco Chiudinelli  | Marco Chiudinelli  | 6           | 6           |  |  |              | Marco Chiudinelli | Marco Chiudinelli | 4            | 4            |  |
|  | WC          | Hamad Abbas Janahi | Hamad Abbas Janahi | 2           | 1           |  |  | 8            | Thiemo de Bakker  | Thiemo de Bakker  | 6            | 6            |  |
|  | 8           | Thiemo de Bakker   | Thiemo de Bakker   | 6           | 6           |  |  |              |                   |                   |              |              |  |

### 4ª sezione
|  | Primo turno | Primo turno          | Primo turno | Primo turno | Primo turno |  |  | Ultimo turno | Ultimo turno        | Ultimo turno        | Ultimo turno | Ultimo turno |  |
|  |             |                      |             |             |             |  |  |              |                     |                     |              |              |  |
|  | Alt         | Carlos Gómez-Herrera | 69          | 6           | 62          |  |  |              |                     |                     |              |              |  |
|  |             | Theodoros Angelinos  | 7           | 1           | 7           |  |  |              | Theodoros Angelinos | Theodoros Angelinos | 4            | 2            |  |
|  |             | Steven Diez          | 0           | 6           | 63          |  |  | 5            | Adrian Ungur        | Adrian Ungur        | 6            | 6            |  |
|  | 5           | Adrian Ungur         | 6           | 4           | 7           |  |  |              |                     |                     |              |              |  |